# DC-MAW
DC-MAW ([ˌdiːˈsiːmɔː], чит. «Ди-Си-Мо», аббр. от Directional-Control Medium Assault Anti-Tank Weapon, «среднее противотанковое штурмовое оружие c контролем направления [полёта]») — американский опытный переносной противотанковый ракетный комплекс, реализовавший принцип «выстрелил и забыл». Разработан специалистами Лаборатории баллистических исследований и Редстоунского арсенала в 1963—1967 гг. для заполнения пробела, образовавшегося в номенклатуре пехотных вооружений между одноразовыми ручными противотанковыми гранатомётами LAW и тяжёлыми противотанковыми комплексами TOW, — «средний» в значении промежуточный между лёгкими и тяжёлыми по своей боевой массе, эффективной дальности стрельбы и пробивающей способности боевой части в рамках указанного семейства ракет. Разрабатывался на конкурсной основе (с выбором одного из двух проектов для дальнейшей доводки) где конкурировал с управляемым по проводам ПТРК MAW, уступил последнему по результатам совместных испытаний летом-осенью 1965 г. Всего на проведение работ по проекту было израсходовано около $2,2 млн.

## История
Идея разработки оружия такого рода и требования технического задания к нему были сформулированы офицерами Редстоунского арсенала ещё в первой половине 1961 года, но ей не давали хода ввиду разногласий между Управлением материально-технического снабжения и Управлением боевых разработок Армии США. Проработка проекта и научно-исследовательские работы по заданной тематике начались в 1963 году. 31 августа 1964 года разногласия между указанными внутриармейскими управлениями были урегулированы при посредничестве вышестоящего командования и начались опытно-конструкторские работы. Проект курировался Директоратом исследовательской работы Управления ракетных войск, в его структуре за DC-MAW отвечал сотрудник директората Джон Петтитт. Старшим офицером управления, ответственным за ход программы (включавшей оба проекта, MAW и DC-MAW) был назначен подполковник Джон Бойс. В работе над проектом принимали участие различные лаборатории указанного директората, там же проводились проектные работы и лабораторные испытания отдельных узлов и агрегатов. При создании ракетного двигателя в 1964 году были использованы наработки проекта «Арбалист», в рамках которого на Абердинском испытательном полигоне ранее было отстреляно около сорока гиперзвуковых ракет, что обусловило безотказную работу двигателя новой ракеты. Контракт на разработку и изготовление двигателя был заключён с компанией «Тиокол» в сентябре 1964 года (помимо двигательной установки от компании требовались услуги в создании электроцепи запуска), Общая сумма контракта составила $314.861 с учётом собственных расходов казённых исследовательских учреждений (позже, сумма контракта была увеличена на $54.152 сверх оговоренного ранее). В качестве эксперимента с системами контроля полёта ракеты, осенью 1964 года у компании «Ханивелл» была заказана жидкостная инерциальная навигационная система (fluid control system). Изготовлением ракетного топлива занимался Радфордский армейский завод боеприпасов (казённое предприятие, администрируемое компанией «Геркулес»). Ввиду высокой начальной скорости ракеты и пропорциональной ей силы отдачи, чтобы избежать подбрасывания пусковой трубы и, как следствие, отклонения ракеты от цели, один из опытных образцов был оснащён двуногими сошками (указанная деталь была специально разработана Эргономической лабораторией). 17 июня 1965 года был произведен первый пуск ракеты на полигоне Редстоунского арсенала (первая ракета конкурирующего проекта была отстреляна за неделю до того).. По экономическим соображениям, с целью удешевления процесса производства, за основу для опытных ракет, отстрелянных на полигоне, была взята авиационная ракета «Зуни». В начале сентября того же года, Управление ракетных войск прекратило программу совместных испытаний, ввиду явного превосходства MAW над своим конкурентом (13 пусков, все успешные). 10 ноября 1965 года Заместитель начальника управления ракетных войск по сухопутным вооружениям распорядился использовать полученные наработки при создании перспективного лёгкого оружия типа ручного противотанкового гранатомёта LAW. Работы над DC-MAW продолжались ещё какое-то время, как минимум до 1967 года.

## Задействованные структуры
В разработке и изготовлении опытных образцов комплекса казённым исследовательским учреждениям ассистировали по субподряду следующие производственные коммерческие структуры:
- Пусковое устройство и ракета — Brown Engineering Co. → Teledyne Brown Engineering Co., Хантсвилл, Алабама;[28]
- Гироскопическая инерциальная навигационная система (штатная) — Sperry Rand Corp., Ford Instrument Co., Лонг-Айленд-Сити, Лонг-Айленд;[29]
- Жидкостная инерциальная навигационная система (экспериментальная) — Honeywell, Inc., Aeronautical Div., Сент-Питерсберг, Флорида;[18]
- Гироскоп — Astro-Space Laboratories, Inc., Хантсвилл, Алабама;[30]
- Ракетный двигатель и система управления вектором тяги — Thiokol Chemical Corp., Huntsville Div., Хантсвилл, Алабама;[31]
- Пусковая труба, штампованные металлические детали — Bethlehem Steel Co., Бетлехем, Пенсильвания;[30]
- Ракетное топливо — Hercules Powder Co., Radford Army Ammunition Plant, Радфорд, Виргиния;[19]
- Стендовые испытания — Cornell Aeronautical Lab., Inc., Буффало, Нью-Йорк[32].

## Устройство

### Пусковое устройство
Комплекс включал в себя пусковое устройство многоразового использования, представлявшее собой пусковую трубу с длинными откидными сошками и внешне напоминавшее безоткатное орудие, снаружи пусковой трубы располагались прицельные приспособления, рукоятка управления огнём со спусковой скобой и ствольная накладка для удобства удержания. Стрельба осуществлялась с плеча. Для безопасности стрелка ракета покидала пусковую трубу благодаря вышибному заряду, а ракетный двигатель срабатывал на безопасном удалении от огневой позиции. Ракета фиксировала заданное направление в момент нажатия на спуск и летела строго по линии визирования в направлении цели, — расчёт проектировщиков строился на чрезвычайно высокой скорости полёта ракеты, по быстродвижущимся целям было необходимо задавать упреждение и учитывать такие факторы как скорость и направление ветра, внося необходимую поправку.

### Ракета
Ракетный двигатель на высокоэнергетическом быстрогорящем сорте топлива обеспечивал ракете гиперзвуковую скорость, в то время как инерциальная навигационная система обеспечивала её устойчивость в полёте. Контроль направления полёта или «дирекционный контроль» (directional control) присутствовавший в её названии, обеспечивался свободной гироскопической системой (two-degree-of-freedom, free-rotor gyroscope), функции газового руля в системе управления вектором тяги выполняла кольцевая вставка, расположенная в сопловом блоке и регулировавшая направление реактивной струи. Система навигации ракеты в полёте характеризовалась разработчиками как уникальная, простая и надёжная. В экспериментальной жидкостной инерциальной навигационной системе функции гироскопа и электромеханических приводов управления выполняла жидкость, значения получаемые автопилотом ракеты с датчика угловой скорости передавались в форме электрических импульсов на жидкоструйный усилитель, который направлял жидкость в нужный сосуд, обеспечивая таким образом воздействие на систему управления вектором тяги и регулируя обороты ракеты вокруг своей оси в полёте. Темпы сгорания ракетного топлива составляли пол-дюйма (12,7 мм) в секунду.

## Назначение
Тактико-технические характеристики комплекса за исключением некоторых габаритных характеристик и скорости полёта ракеты практически совпадали с таковыми у MAW. Оба комплекса обслуживались одним военнослужащим, обеспечивали возможность стрельбы из положения сидя или лёжа (кроме того, DC-MAW за счёт длинных сошек обеспечивал возможность стрельбы с колена). Оба предназначались для оснащения пехотных взводов и могли применяться для решения как оборонительных, так и наступательных задач. Кроме танков и другой бронетехники, комплекс обеспечивал поражение долговременных огневых точек, полевых укреплений и инженерно-фортификационных сооружений.